# NGC 2684
NGC 2684 في الفهرس العام الجديد، هي مجرة، تقع في كوكبة الدب الأكبر. اكتشفت في 9 مارس 1788 بواسطة ويليام هيرشل.

## روابط خارجية
- NGC 2684 على موقع ويكي سكاي: DSS2, SDSS, GALEX, IRAS, Hydrogen α, X-Ray, Astrophoto, Sky Map, Articles and images